# وليام ماكغريغور
السير وليام ماكغريغور، الحاصل على الأوسمة التالية: GCMG (وسام القديس ميخائيل والقديس جورج الأول)، وCB (وسام باث الموقر)، وAM (وسام ألبرت لإنقاذ الأرواح)، وPC (وسام مجلس الملكة)، وFRSGS (وسام الجمعية الجغرافية الملكية الاسكتلندية)، (20 أكتوبر 1846 - 3 يوليو 1919) كان نائب حاكم غينيا الجديدة البريطانية، وحاكم مستعمرة لاغوس، وحاكم نيوفاوندلاند وحاكم كوينزلاند.

## النشأة
ولد ماكغريغور في هيلوكهيد، أبرشية توي، أبردينشاير، اسكتلندا، وكان الابن الأكبر لجون ماكغريغور، وهو مزارع، وزوجته أغنيس، ابنة وليام سميث من بيبرون. تلقى ماكغريغور تعليمه في المدرسة في ستراثمور مانسي، وعمل فيما بعد مدرسًا في تيليدوك وعمل كعامل مزرعة. بتشجيع من مدير المدرسة والطبيب المحلي الذي أدرك قدرة ماكغريغور، التحق بمدرسة أبردين النحوية في أبريل 1866 والتحق بجامعة أبردين في أكتوبر 1867. تخرج بشهادة بكالوريوس في الطب والجراحة من جامعة أبردين عام 1872، وحصل على درجة الماجستير في الطب عام 1874. درس ماكغريغور أيضًا في كلية أندرسون الطبية (LFPS) وجامعة إدنبرة (LRCP). أصبح ماكغريغور بعد ذلك مساعدًا طبيًا في مستشفى رويال كورنهيل، أبردين.

## التاريخ المهني الطبي
في فبراير 1873، أصبح ماكغريغور مساعدًا للمسؤول الطبي في جزر سيشل، وفي عام 1874 عين مقيمًا في المستشفى ومشرفًا على مستشفى المجانين في موريشيوس. وقد جعله هذا تحت قيادة السير آرثر جوردون الذي كان آنذاك حاكمًا للجزيرة، وعند نقل جوردون إلى فيجي في عام 1875، حصل على خدمات ماكغريغور بصفته كبير المسؤولين الطبيين في فيجي. هناك كان عليه مكافحة وباء الحصبة الرهيب، الذي أدى إلى وفاة 50000 من السكان الأصليين. في عام 1877، عين كمستلم عام، ثم أضيفت مجموعة متنوعة من المكاتب الأخرى تحت إدارته، بما في ذلك السكرتارية الاستعمارية. في أكثر من مناسبة، تولى منصب الحاكم، وكان أيضًا المفوض السامي بالنيابة والقنصل العام لغرب المحيط الهادئ.
في عام 1884، تعرضت السفينة سوريا، التي كانت تحمل عمالًا صينيين، لاصطدام على بعد حوالي 15 ميلًا (24 كم) عن شاطئ سوفا. قام الدكتور ماكغريغور بتنظيم رحلة إغاثة وأنقذ العديد من الأرواح شخصيًا؛ لم يشر تقريره إلى أفعاله الشخصية، لكنها لم تبق مخفية، وحصل على ميدالية ألبرت، وميدالية كلارك الذهبية للجمعية الملكية للإنسانية في أستراليا لإنقاذ الأرواح في البحر. في يناير 1886 مثل فيجي في اجتماع المجلس الفيدرالي لأستراليا الذي عقد في هوبارت.

## إداري ومحافظ
وُصف ماكغريغور بأنه صادق، وجسور، وشجاع. كان ماكغريغور لغويًا يتحدث الإيطالية والفرنسية والألمانية؛ في إحدى الحالات عندما كان مع الأرشيدوق النمساوي فرديناند (1863-1914) في إقليم بابوا، ترجم من ضابط ألماني إلى طباخ إيطالي بناءً على تعليمات لطهي والابي.

### غينيا الجديدة البريطانية (1888–1898)
أدت تجربة ماكغريغور مع الأعراق المحلية إلى تعيينه مسؤولًا عن غينيا البريطانية الجديدة، من 4 سبتمبر 1888 إلى 13 مارس 1895. هناك كان عليه أن يتعامل مع أشخاص محاربين منفصلين في العديد من القبائل، وكانت مشكلته الكبرى هي جعلهم يعيشون معًا في علاقة تعايش وصداقة معقولة. كان من الضروري في بعض الأحيان القيام بحملات عقابية، ولكن تم تجنب إراقة الدماء قدر الإمكان، وبفضل اللباقة والمثابرة، أدى ماكغريغور في النهاية إلى حالة القانون والنظام. بعض هذا يتعلق جزئيًا بالغارة السنوية لاقتلاع الرؤوس وصيد الطعام للقبائل الساحلية من قبل محاربي توغيري، والتي قام بإنهائها. قام بقدر كبير من الاستكشاف ليس فقط على طول الساحل ولكن في الداخل. تمت إعارة أندرو جيب ميتلاند كجيولوجي في عام 1891. وفي عام 1892 تمت تسوية المنصب بشكل كافٍ لتمكينه من نشر دليل معلومات للمستوطنين الراغبين في الاستيطان في غينيا الجديدة البريطانية. حصل على وسام مؤسس الجمعية الجغرافية الملكية لعام 1896 تقديرًا لخدماته في الجغرافيا. 
عين المدير ماكغريغور نائب حاكم في 13 مارس 1895، وتقاعد من هذا المنصب في 10 سبتمبر 1898.